# Menesecme
Menesecme (en llatí Menesaechmus, en grec antic Μενέσαιχμος "Menésaichmos") fou un orador atenenc, inveterat enemic de l'orador Licurg al que va acusar d'impietat.
Quan Licurg va veure que el final de la seva vida s'acostava, es va presentar ell mateix davant del consell de la Bulé per donar compte de la seva conducta personal i dels assumptes públics on havia intervingut. Només Menesecme es va atrevir a acusar-lo i a declarar-lo culpable. Va continuar la seva hostilitat més enllà de la mort de Licurg, acusant als seus descendents. Va aconseguir que els fills de Licurg fossin posats sota custòdia dels Onze, però van ser alliberats gràcies a la defensa que en va fer de Demòstenes, segons expliquen Suides i el Pseudo Plutarc.